# Galindo Aznárez II av Aragonien
Galindo Aznárez II av Aragonien, död 922, var regerande greve av Aragonien mellan 893 och 922.